# Debianインストーラ
Debianインストーラは、Debianオペレーティングシステムをインストールするためのプログラムである。オリジナルはDebian 3.1（コードネーム："sarge"）リリースのために作成されたが、最初の「リリース」版を利用したのは、Skolelinux Venus (1.0)であった。このインストーラは、Ubuntuの2つの公式に利用可能なインストーラのうちの1つであり、もう一方はUbuntu 6.06（コードネーム："Dapper Drake"）で導入されたもので、Ubiquityと呼ばれる（それ自身、Debianインストーラの一部に基づいて作成されている）。
Debianインストーラはインストール時における設定処理において、cdebconfという、debconfをCで再実装したツールを使用している。オリジナルのdebconfはPerlが使用されているが、オペレーティングシステムのインストールというリソースが限られている環境には適さないため、このようになっている。
当初は、テキストモードとncursesベースのインストールサポートのみだった。のちにDebian 4.0（コードネーム："etch"）において、GTK-DirectFBによるグラフィカルフロントエンドが初めて導入された。
Debian 6.0（コードネーム："squeeze"）からは、技術的な問題によりDebianインストーラにはDirectFBの代わりにX.Org Serverが利用されている。